# Koło zamachowe

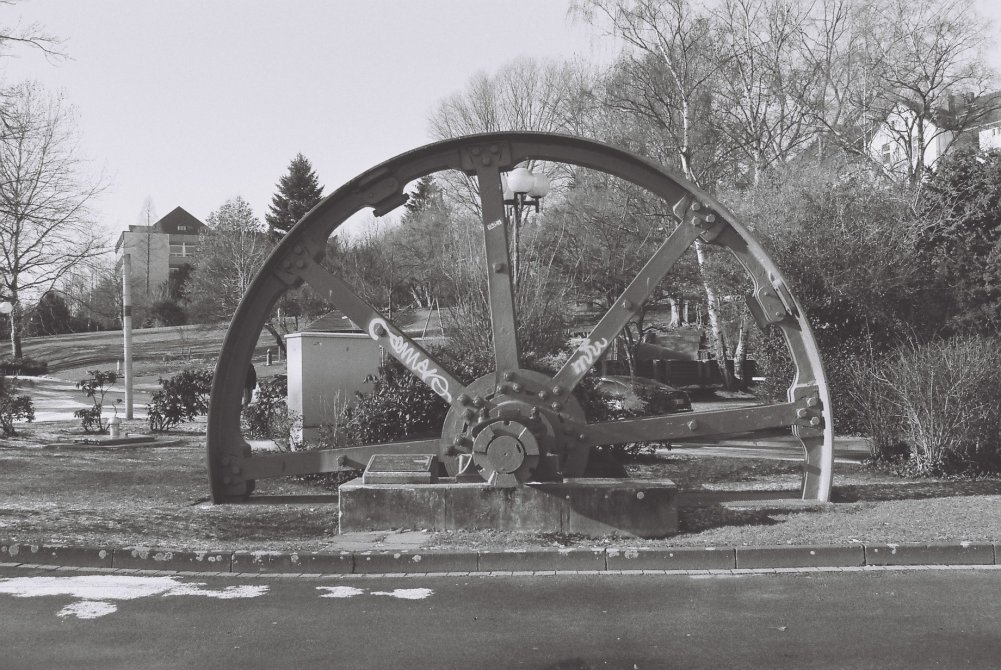
Koło zamachowe maszyny parowej

Koło zamachowe – bryła obrotowa o dużym momencie bezwładności, wykorzystywana do krótkotrwałego magazynowania energii mechanicznej. Jest prostym akumulatorem mechanicznym gromadzącym energię kinetyczną. Stosowane w szeroko pojętej mechanice, znajduje zastosowanie zarówno w prostych konstrukcjach (np. koło garncarskie), jak i w nowoczesnych silnikach.

## Historia

Koło zamachowe szprychowe

Pierwsze ślady wskazujące na wykorzystywanie bezwładności obracającego się elementu do podtrzymywania ruchu, czyli protoplasty koła zamachowego, pochodzą z neolitu. Były używane do gromadzenia energii w kołach garncarskich.
Po raz pierwszy zostało opisane przez arabskiego inżyniera Ibn Bassala w XI w. Zastosował on koło zamachowe do gromadzenia energii w pompie wodnej.
Podczas rewolucji przemysłowej koło zamachowe było wykorzystywane w silnikach parowych.

## Zastosowanie
- Silniki spalinowe – do podtrzymywania ruchu silnika podczas fazy sprężania, oraz do zapobiegania wahaniom chwilowej prędkości kątowej wału korbowego[2].
- Żyrobus – do napędzania pojazdu między przystankami.
- Agregat trałowy i przetwornica demagnetyzacyjna – do wyważania impulsów elektrycznych o średnim czasie trwania.
- Koła garncarskie – do utrzymywania stałej prędkości obrotowej warsztatu.

## Fizyka koła zamachowego

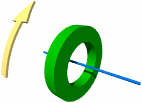
Koło zamachowe wydrążone

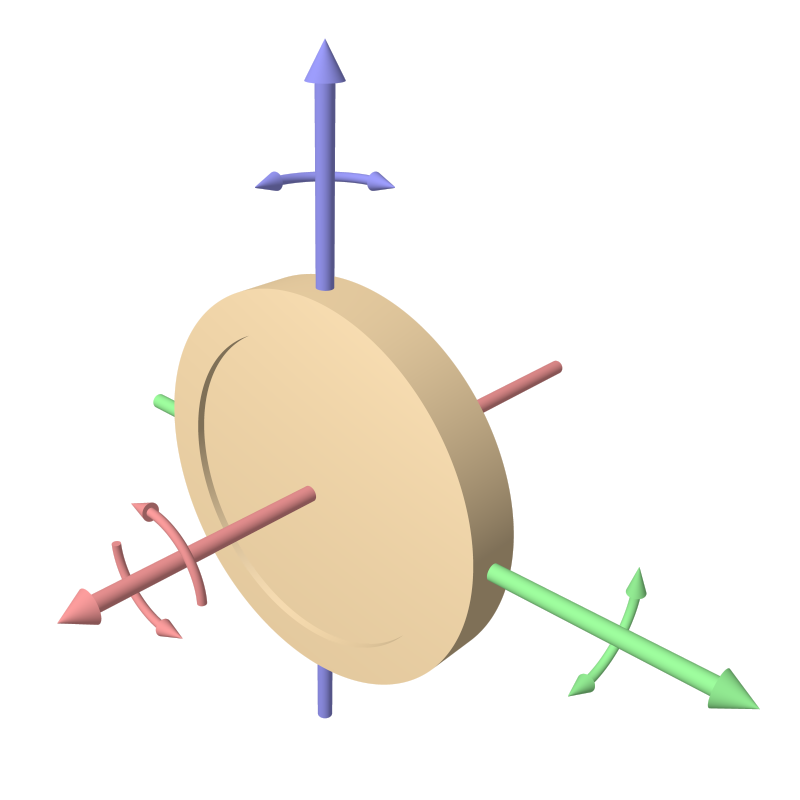
Koło zamachowe wypełnione

Energia kinetyczna obracającego się koła zamachowego wyraża się wzorem:
{\displaystyle E_{k}={\frac {1}{2}}\cdot I\cdot \omega ^{2}.}
Moment bezwładności koła zamachowego całkowicie wypełnionego:
{\displaystyle I={\frac {1}{2}}mR^{2}.}
Moment bezwładności koła zamachowego wydrążonego:
{\displaystyle I={\frac {1}{2}}m(R^{2}+r^{2}).}
Dla cienkiego pierścienia {\displaystyle r\approx R} moment bezwładności osiąga największą możliwą wartość spośród wszystkich kół o tej samej masie i tym samym promieniu zewnętrznym. Jest ona równa:
{\displaystyle I=mR^{2},}
gdzie:
{\displaystyle \omega } – prędkość kątowa koła zamachowego,
{\displaystyle I} – moment bezwładności masy względem osi obrotu koła,
{\displaystyle m} – masa koła zamachowego,
{\displaystyle R} – promień zewnętrzny koła zamachowego,
{\displaystyle r} – promień wewnętrzny koła zamachowego.
Z powyższych wzorów wynika, że im większy jest moment bezwładności koła zamachowego, tym większą energię może ono zgromadzić, dlatego możliwie największa część masy koła zamachowego powinna być zlokalizowana na jego obrzeżu. Energia gromadzona w kole jest proporcjonalna do kwadratu prędkości kątowej, dlatego tam, gdzie to możliwe, dąży się do zwiększenia prędkości obrotów koła.

## Koło zamachowe dwumasowe

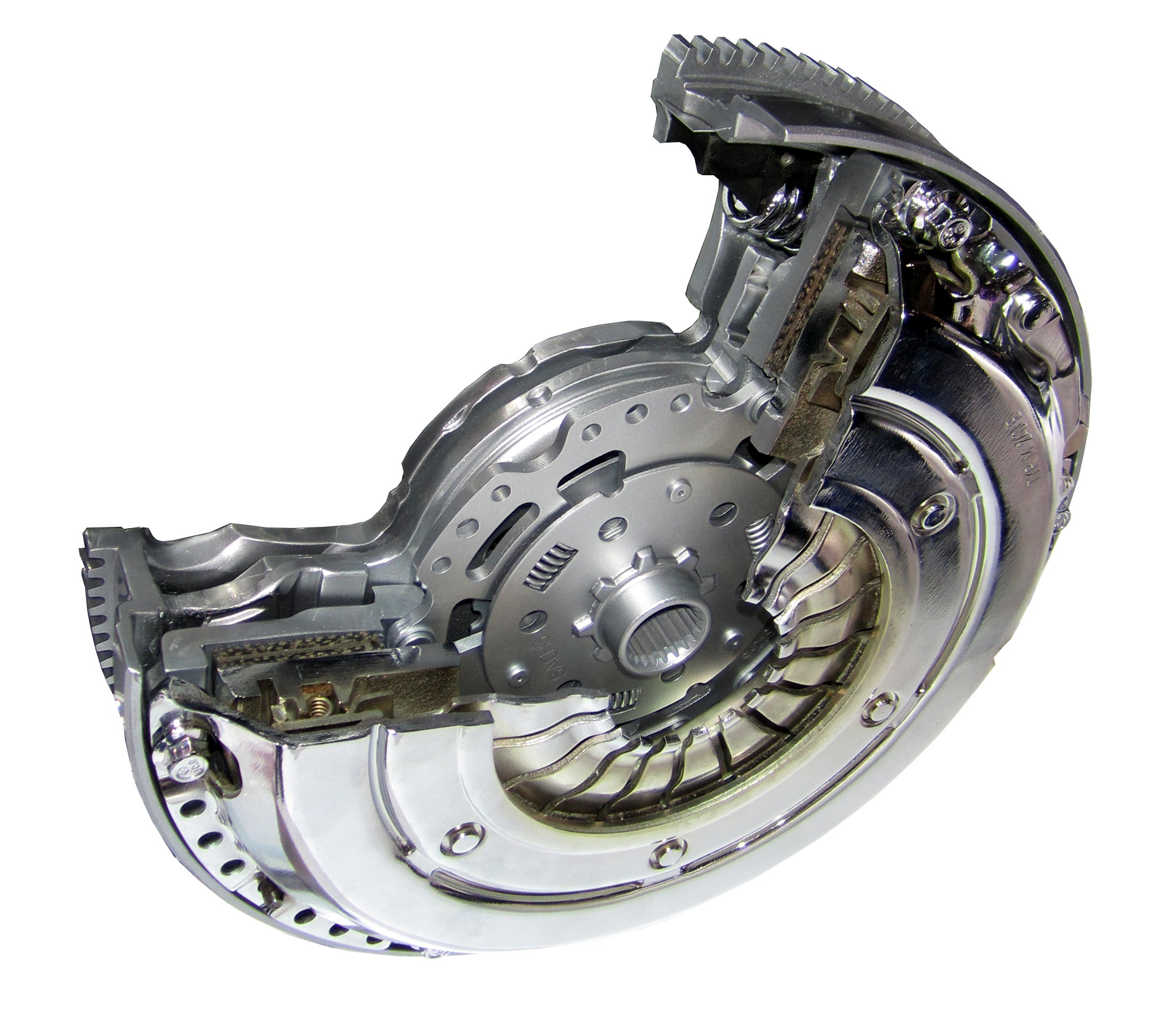
Koło zamachowe dwumasowe

W silnikach spalinowych czterocylindrowych (i większych) cykle pracy poszczególnych cylindrów wypełniają niemal całkowicie czas pracy silnika. Takie silniki nie wymagają ciężkiego koła zamachowego do podtrzymania ciągłości ruchu silnika, ale w trakcie cyklu pracy energia nie jest dostarczana równomiernie. Redukcja masy koła zamachowego prowadzi do dużych wibracji na małych obrotach silnika. Wibracje te przenoszą się na skrzynię biegów i powodują jej przyspieszone zużycie. Ponadto, silnik ze zbyt lekkim kołem zamachowym może się zatrzymywać przy szybszym puszczeniu sprzęgła. By zapobiec tym zjawiskom stosuje się koło zamachowe dwumasowe. Składa się ono z dwóch lżejszych kół zamachowych połączonych tłumikiem drgań skrętnych. Jedno z kół zespolone jest z silnikiem, drugie ze skrzynią biegów, zaś elementy sprężyste tłumika drgań zmniejszają przenoszenie wibracji z silnika na skrzynię biegów.
Dzięki zastosowaniu dwumasowego koła zamachowego zmniejszają się drgania na małych obrotach silnika, zostaje również zmniejszone szarpnięcie w momencie załączania sprzęgła. Ponadto, koło dwumasowe pozwala na zmniejszenie zużycia paliwa o ok. 5% oraz wydłuża czas użytkowania skrzyni biegów i synchronizatorów. Kolejną zaletą stosowania koła dwumasowego jest zmniejszenie opóźnienia przy dodawaniu gazu.
Takie rozwiązanie jest jednak droższe od tradycyjnego, ponadto, w wielu przypadkach koło dwumasowe okazywało się elementem o wysokiej awaryjności.
Szacuje się, że co czwarty produkowany w 2006 roku samochód w Europie miał koło zamachowe dwumasowe.

## Galeria

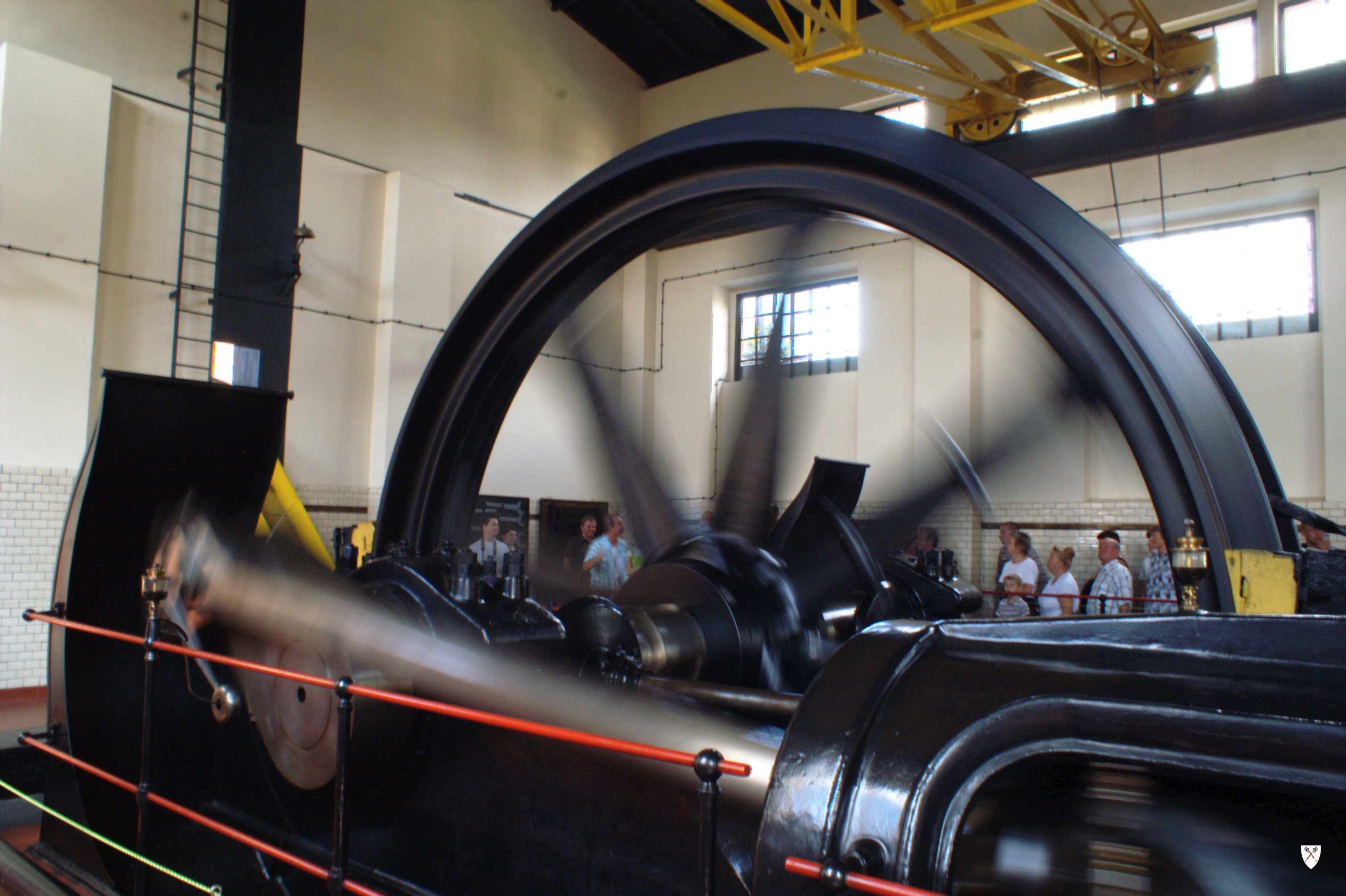
Koło zamachowe parowej maszyny wyciągowej kopalni „Królowa Luiza”.
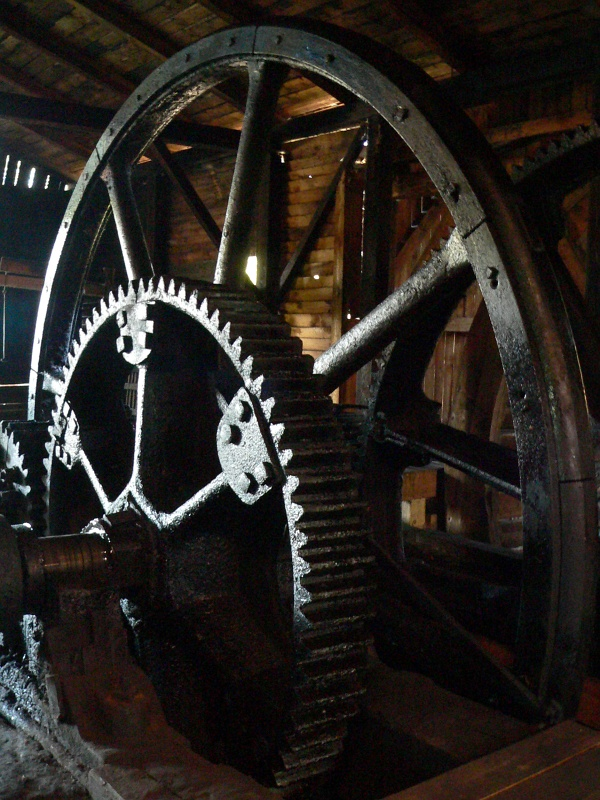
Koło zamachowe „Szaleniec” w Muzeum Techniki w Maleńcu.
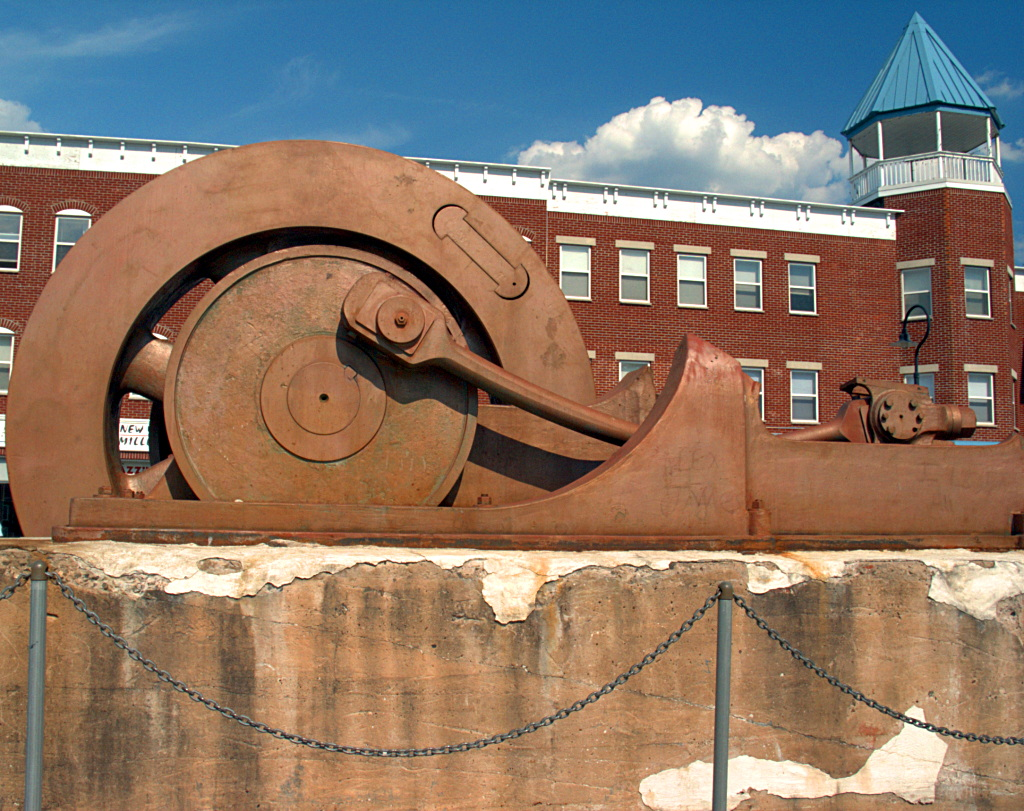
Koło zamachowe w starej fabryce w Piermont, NY, USA.